# Eutelia dissimilis
Eutelia dissimilis là một loài bướm đêm trong họ Noctuidae.